# Boys (film)
Boys  to kollywoodzki musical młodzieżowy w języku tamilskim zrealizowany w 2003 roku przez S. Shankara, autora Nayak: The Real Hero i Anniyan. W filmie grają Siddarth, Genelia, Bharath, Vivek i Senthil. Muzykę do filmu skomponował sławny A.R. Rahman.

## Fabuła
Babu, Kumar, Krishna, Juju i Munna – pięciu kumpli, którym tylko jedno w głowie. Spędzają dni na rozmowach o dziewczynach, za wszelką cenę próbują zwrócić na siebie ich uwagę, marzą o dotyku, o własnej dziewczynie. Babu Kalyan, student ekonomii próbuje podrywać dziewczyny na modny wygląd i gitarę. Kumar, syn niewykształconych sklepikarzy, studiuje historię. Kriszna to syn przemysłowca, który nie ma czasu dla rodziny. Z pasją gra na bębnie. W przyszłości ma nadzieję zostać biznesmenem. Juju, syn wykładowców na uczelniach. Rodzice chcą, by został oficerem w wojsku, on marzy o muzyce. Munna (Siddharth) studiuje informatykę, pisze wiersze. Jego rodzice uciekli kiedyś z domu, aby móc się pobrać. Na drodze piątki przyjaciół staje Harini (Genelia), studentka medycyny, córka bogatych snobów, marzących dla niej o zięciu z USA. Każdy z nich próbuje pozyskać względy dziewczyny. Podpuszczony Munna ryzykuje wstyd, ośmieszenie i więzienie, aby tylko móc przekonać Harini o swojej miłości. Rodzice Harini nie zgadzają się na jej związek z Munna. Z pomocą przyjaciół i poznanego przypadkowo starszego Mangalama (Vivek) para ucieka do Tirupathi, aby wziąć tam ślub. Odrzuceni przez rodziców o błogosławieństwo małżeńskie proszą wzruszonego Mangalama. Po ślubie zaczyna się trud pogodzenia ze sobą życia małżeńskiego, utrzymania domu i kontynuowania studiów. Harini dorabia na stacji benzynowej. Munna w pizzerii. Kriszna grając na bębnie podczas pogrzebów. Każdy z nich znajduje gdzieś swoje miejsce, ale gdy okazuje się, że brakuje im na opłatę studiów, cała paczka przyjaciół zaczyna razem nagrywać pieśni modlitewne dla różnych świątyń. Jednak naprawdę duże pieniądze oferują im nieznajomi sponsorzy zamawiając u nich scenariusz wywrotowego przedstawienia ulicznego. Śpiewane przez nich na ulicy pieśni krzyczące o sprawiedliwość dla biednych porywają widzów, ale gdy ze sceny padają słowa: "podpalimy rząd!", "zetnijcie głowy przywódcom!", wkracza policja. Cała piątka razem z Harini zostaje brutalnie wtrącona do więzienia i oskarżona o współpracę z terrorystami...

## Obsada
| Aktor(ka)    | Rola                                 |
| ------------ | ------------------------------------ |
| Siddharth    | Munna                                |
| Genelia      | Harini                               |
| Vivek        | pan Mangalam, manager zespołu "Boys" |
| Bharath      | Bob Gully                            |
| Senthil      |                                      |
| Nakul        | Juju                                 |
| Manikanden   | Kumar                                |
| Sai Srinivas | Krishna                              |
| Ilavarasu    | ojciec Kumara                        |
| Ramanan      | ojciec Munny                         |
| Jay Ganesh   | ojciec Harini                        |

## Muzyka
Autorem muzyki jest A.R. Rahman, który skomponował też muzykę do takich filmów jak: Rangeela, Kisna, Swades, Yuva, Water, Rebeliant, Rang De Basanti, Guru, Dil Se, Saathiya, Lagaan, Taal, Zubeidaa, Ziemia, Tehzeeb, The Legend of Bhagat Singh, Bombay, Kannathil Muthamittal. Film zawiera 7 piosenek:
- Ale Ale – Karthik, Chitra Sivaraman.
- Boom Boom – Adnan Sami, Sadhana Sargam
- Maro Maro – Karthik, Kunal, George, Anupama, Sunitha Sarathy
- Dating – Blaaze, Vasundhara Das
- Girlfriend – Karthik, Tippu, Timmy
- Please Sir – Kunal, Clinton, Charan, Chinmayee
- Saregame – Lucky Ali, Clinton, Blaaze, Vasundhara Das